# Hruštiny (Žilina)
Hruštín je zaniklá městská část Žiliny.
Nacházela se při Váhu, u staré (dnes zatopené) silnice do Mojšové Lúčky, asi 4 km východně od města. Důvodem přesídlení obyvatel na blízké Rosinky a zánik osady byla výstavba Vodního díla Žilina.
V lokalitě Hruštin se nachází přístav.